# Stämme Naurus

Die zwölf Strahlen des Sterns auf der Flagge Naurus symbolisieren die zwölf Stämme.

Auf der Südseeinsel Nauru lebten ursprünglich zwölf verschiedene Stämme bzw. Sippen, deren Stammeszugehörigkeit maternal vererbt wird.

## Liste der Stämme
- Deiboe (Tebo͡i)
- Eamwidara (Emuídĕra)
- Eamwit (Eamuĭt)
- Eamwitmwit (Eamuitemuĭt)
- Eano (Eáno)
- Eaoru (E̱oaru)
- Emangum (Emaṅum)
- Emea (Eméa)
- Irutsi (Irutsi; ausgestorben, vermutlich während der Zeit der japanischen Besatzung)
- Iruwa (Idrua; von den Gilbertinseln stammend)
- Iwi (Iŭi; ausgestorben, vermutlich während der Zeit der japanischen Besatzung)
- Ranibok (Rānibĕk)